# Regressió polinòmica
En estadística, la regressió polinòmica és una forma d'anàlisi de regressió en la qual la relació entre la variable independent x i la variable dependent y es modela com un polinomi de grau n en x. La regressió polinòmica s'ajusta a una relació no lineal entre el valor de x i la mitjana condicional corresponent de y, denotada E(y|x). Encara que la regressió polinòmica ajusta un model no lineal a les dades, com a problema d'estimació estadística és lineal, en el sentit que la funció de regressió E(y|x) és lineal en els paràmetres desconeguts que s'estimen a partir de les dades. Per aquest motiu, la regressió polinòmica es considera un cas especial de regressió lineal múltiple.
Les variables explicatives (independents) resultants de l'expansió polinòmica de les variables "de base" es coneixen com a termes de grau superior. Aquestes variables també s'utilitzen en la configuració de classificació.

## Història
Els models de regressió polinòmica solen ser ajustats mitjançant el mètode dels mínims quadrats. El mètode dels mínims quadrats minimitza la variància dels estimadors no esbiaixats dels coeficients, sota les condicions del teorema de Gauss-Markov. El mètode dels mínims quadrats va ser publicat el 1805 per Legendre i el 1809 per Gauss. El primer disseny d'un experiment per a la regressió polinòmica va aparèixer en un article de 1815 de Gergonne. Al segle xx, la regressió polinòmica va tenir un paper important en el desenvolupament de l'anàlisi de regressió, amb més èmfasi en les qüestions de disseny i inferència. Més recentment, l'ús de models polinomials s'ha complementat amb altres mètodes, amb models no polinomials que tenen avantatges per a algunes classes de problemes.

Una regressió polinomial cúbica ajustada a un conjunt de dades simulades. La banda de confiança és una banda de confiança simultània del 95% construïda mitjançant l'enfocament de Scheffé.

## Definició i exemple
L'objectiu de l'anàlisi de regressió és modelar el valor esperat d'una variable dependent y en termes del valor d'una variable independent (o vector de variables independents) x . En regressió lineal simple, el model
{\displaystyle y=\beta _{0}+\beta _{1}x+\varepsilon ,\,}

s'utilitza, on ε és un error aleatori no observat amb zero mitjà condicionat a una variable escalar x. En aquest model, per a cada unitat d'augment del valor de x, l'expectativa condicional de y augmenta en β 1 unitats.
En molts entorns, és possible que aquesta relació lineal no es mantingui. Per exemple, si estem modelant el rendiment d'una síntesi química en termes de la temperatura a la qual té lloc la síntesi, podem trobar que el rendiment millora augmentant les quantitats per a cada augment de la temperatura per unitat. En aquest cas, podríem proposar un model quadràtic de la forma
{\displaystyle y=\beta _{0}+\beta _{1}x+\beta _{2}x^{2}+\varepsilon .\,}
En aquest model, quan la temperatura augmenta de x a x + 1 unitats, el rendiment esperat canvia en {\displaystyle \beta _{1}+\beta _{2}(2x+1).} (Això es pot veure substituint x en aquesta equació per x +1 i restant l'equació en x de l'equació en x +1. ) Per a canvis infinitesimals en x, l'efecte sobre y ve donat per la derivada total respecte a x : {\displaystyle \beta _{1}+2\beta _{2}x.} El fet que el canvi en el rendiment depengui de x és el que fa que la relació entre x i y sigui no lineal tot i que el model és lineal en els paràmetres a estimar.
En general, podem modelar el valor esperat de y com un polinomi de grau n, donant lloc al model de regressió polinomial general
{\displaystyle y=\beta _{0}+\beta _{1}x+\beta _{2}x^{2}+\beta _{3}x^{3}+\cdots +\beta _{n}x^{n}+\varepsilon .\,}
Convenientment, tots aquests models són lineals des del punt de vista de l'estimació, ja que la funció de regressió és lineal en termes dels paràmetres desconeguts β 0, β 1 , . . . . Per tant, per a l'anàlisi de mínims quadrats, els problemes computacionals i inferencials de la regressió polinòmica es poden abordar completament mitjançant les tècniques de regressió múltiple. Això es fa tractant x,x 2,... com a variables independents diferents en un model de regressió múltiple.